# رابین رید (ورزشکار)
رابین رید (انگلیسی: Robin Reid؛ زادهٔ ۱۹ فوریهٔ ۱۹۷۱) بوکسور اهل بریتانیا است.